# Le Secret de l'abîme
Pour plus de détails, voir Fiche technique et Distribution.
Le Secret de l'abîme (titre original : The Rainbow Trail) est un film muet américain réalisé par Lynn Reynolds, sorti en 1925.

## Fiche technique
- Titre : Le Secret de l'abîme
- Titre original : The Rainbow Trail
- Réalisation : Lynn Reynolds
- Scénario : Lynn Reynolds (adaptation), d'après le roman de Zane Grey
- Photographie : Daniel B. Clark
- Producteur : William Fox
- Société de production :  Fox Film Corporation
- Société de distribution :  Fox Film Corporation
- Pays d'origine :  États-Unis
- Langue : film muet avec les intertitres en anglais
- Métrage : 1 600 m (6 bobines)
- Format : Noir et blanc — 35 mm — 1,33:1 — Muet
- Genre : Western
- Durée : 53 minutes
- Dates de sortie : 
  -  États-Unis : 24 mai 1925
  -  Danemark : 29 juin 1925
  -  Portugal : 15 juin 1928
  -  Finlande : 24 novembre 1929

## Distribution
- Tom Mix : John Shefford
- Diana Miller : Annie
- Anne Cornwall : Fay Larkin
- Lucien Littlefield : Joe Lake
- George Bancroft : Jake Willets
- Thomas Delmar : Venters
- Vivien Oakland : Bessie Venters
- Fred DeSilva : Shadd
- Mabel Ballin : Jane Withersteen (film d'archive) (non crédité)
- Steve Clemente : Nas-Ta-Bega (non crédité)
- Fred Dillon : (non crédité)
- Mark Hamilton : Beasley Willets (non crédité)
- Carol Holloway : Jane Withersteen (non crédité)
- Tony the Horse : Tony, le cheval de John (non crédité)
- Doc Roberts : Jim Lassiter (non crédité)